# Alfredo Conte
Alfredo Conte (Monteroni, 5 febbraio 1909 – Algà Bosonté, 19 novembre 1937) è stato un militare italiano, insignito della medaglia d'oro al valor militare alla memoria nel corso delle operazioni di controguerriglia nell'Africa Orientale Italiana.

## Biografia
Nacque a Monteroni il 5 febbraio 1909, figlio di Francesco e Maria Elisabetta.
Dopo aver conseguito il diploma di capitano di lungo corso presso l'Istituto nautico di Bari, il 20 gennaio 1930 iniziò a frequentare la Scuola allievi ufficiali di complemento di Milano, venendo promosso sottotenente dell'arma di fanteria nel luglio 1931, assegnato al 9º Reggimento bersaglieri. Congedatosi nel febbraio 1931, fu assunto a lavorare presso la Società di Navigazione Puglia, prestandovi servizio come ufficiale di bordo fino al luglio 1935, quando, a domanda, venne richiamato in servizio attivo. Frequentato un corso di addestramento presso la Scuola Centrale di fanteria a Civitavecchia, partì per l'Africa Orientale, destinato in servizio al Regio corpo truppe coloniali d'Eritrea il 12 settembre. Nell’aprile 1936 fu promosso tenente a scelta ordinaria con anzianità dal luglio 1935. Cadde in combattimento ad Algà Bosonté il 19 novembre 1937 nel corso delle operazioni di controguerriglia e fu decorato con la medaglia d'oro al valor militare alla memoria.

### Fonti
1. 1 2 3 4 5 6  Combattenti Liberazione.
2. 1 2  Gruppo Medaglie d'Oro al Valor Militare 1965, p. 269.
3. ↑  Medaglie d'oro al valor militare sul sito della Presidenza della Repubblica
4. ↑  Registrato alla Corte dei conti lì 7 agosto 1939,  registro 6 Africa Italiana, foglio 326.